# Épica dos Reis do Xá Tamaspe

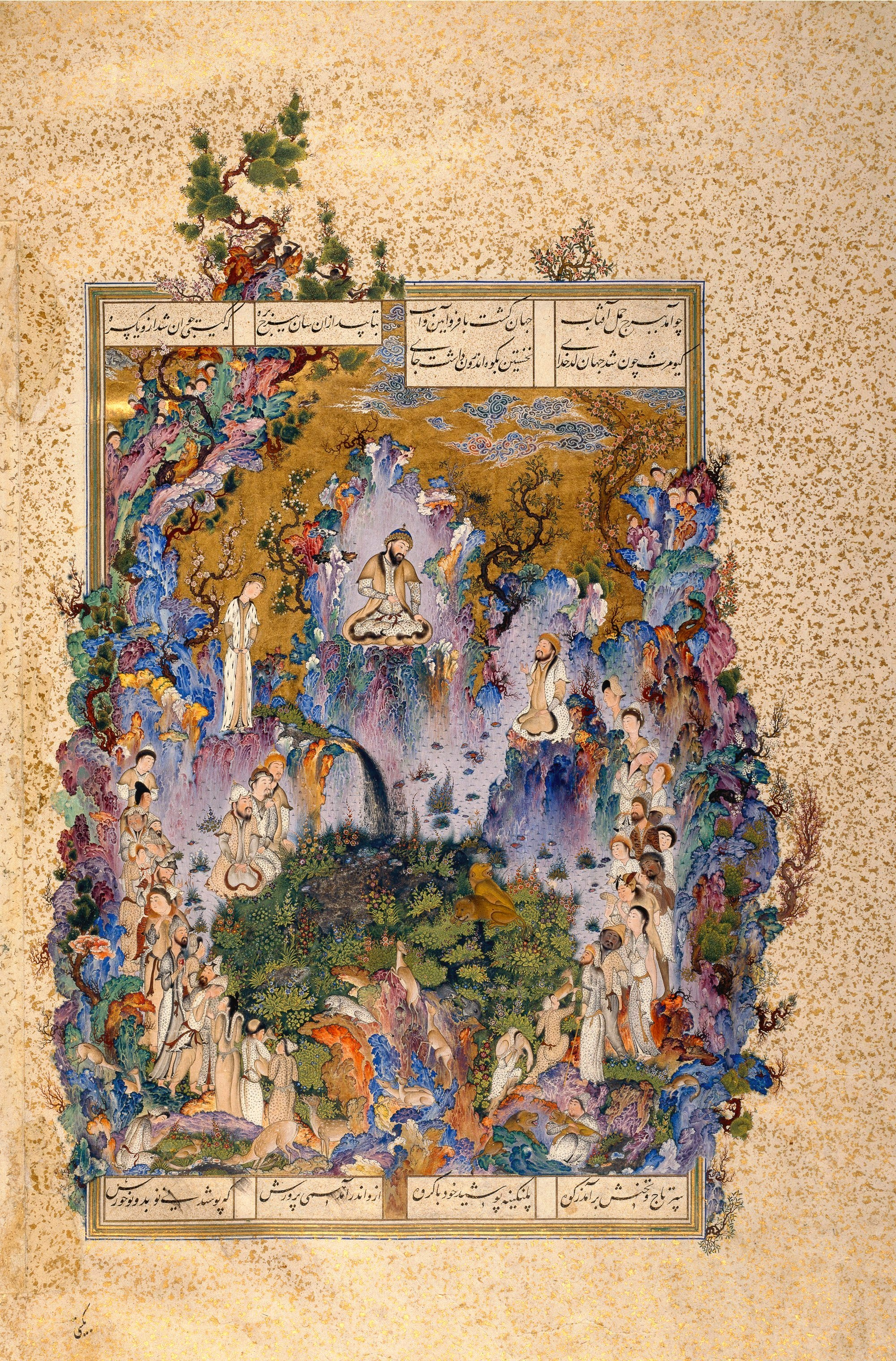
O Tribunal de Gayumars

Épica dos Reis do Xá Tamaspe (em persa: شاهنامه تهماسپی) é um dos manuscritos ilustrados mais famosos da Épica dos Reis, o épico nacional do Grande Irão e um ponto alto na arte da miniatura persa. Provavelmente é o manuscrito mais ilustrado do texto produzido. Quando criado, tinha 759 páginas, 258 com uma miniatura. O tamanho da página é de cerca de 48 x 32 cm, e o texto escrito da escritura Nasta'līq da mais alta qualidade. O conjunto da obra foi quebrado na década de 1970 e as páginas estão agora em uma série de colecções.

## História
Foi criado em Tabriz por ordem do xá Ismail I, pelos artistas mais proeminentes da época no país, quer como presente para Solimão, o Magnífico, sultão do Império Otomano, ou talvez para comemorar o retorno de seu filho Tamaspe depois de um período como governador de Herate. O trabalho começou em 1520, antes da morte de Ismail I em 1524, e foi provavelmente quase completo em meados da década de 1530, no reinado de Tamaspe I. Finalmente, foi dado ao então sultão otomano, Selim II, em 1568, apresentado por uma delegação. Durante muito tempo permaneceu num palácio em Istambul, mas apareceu na colecção de Edmond James de Rothschild em 1903.
O manuscrito já continha 258 miniaturas, mas foi dividido por Arthur Houghton II, que o adquiriu em 1959 e as miniaturas vendidas individualmente. Houghton doou 78 pinturas ao Metropolitan Museum of Art em 1972 e outras foram vendidas individualmente. As miniaturas do Metropolitan foram objecto de um acordo de troca com o Museu Nacional do Irão. As miniaturas dispersas estão em várias colecções, incluindo a colecção Khalil.
Em 6 de abril de 2011, uma página deste manuscrito da colecção do erudito Stuart Cary Welch, foi vendida por 7,4 milhões de libras (US $ 12 milhões).

## Miniaturas
A enorme escala do trabalho teria exigido a ajuda de todos os principais artistas da oficina real, incluindo Mir Saíde Ali, Sultão Maomé, Aca Miraque, Mir Muçavir, Poeira Maomé, e, provavelmente, Abdal Samade, e o estilo das miniaturas varia consideravelmente, embora a qualidade seja consistentemente alta. Vários artistas foram identificados por seu estilo por estudiosos, embora não sejam conhecidos pelo nome. O manuscrito mostra a fusão dos estilos das escolas de Herate, onde as oficinas reais timúridas desenvolveram um estilo de restrição e elegância clássica, e pelos pintores de Tabriz, cujo estilo era mais expressivo e imaginativo. Tabriz foi a antiga capital dos governantes turcomanos, sucessivamente da Confederações do Cordeiro Negro e Confederação do Cordeiro Branco|Cordeiro Branco, que governaram muito da Pérsia antes de Ismail derrotá-los para começar a dinastia safávida em 1501. Duste Maomé escreveu um relato que menciona o manuscrito, sendo o primeiro de muitos relatos a destacar o Tribunal de Guyumars (ilustrado aqui), o qual ele diz é para o Sultão Maomé. Estudiosos posteriores chamaram esta miniatura "incomparável" e "provavelmente a melhor imagem na arte iraniana".
Uma famosa miniatura inacabada mostrando que Rustam está dormindo, enquanto seu cavalo Rakhsh luta contra um leão, provavelmente foi feito para o manuscrito, mas nunca foi terminado e encadernado, talvez porque seu vigoroso estilo Tabriz não agradou a Tamaspe. Actualmente encontra-se no Museu Britânico.

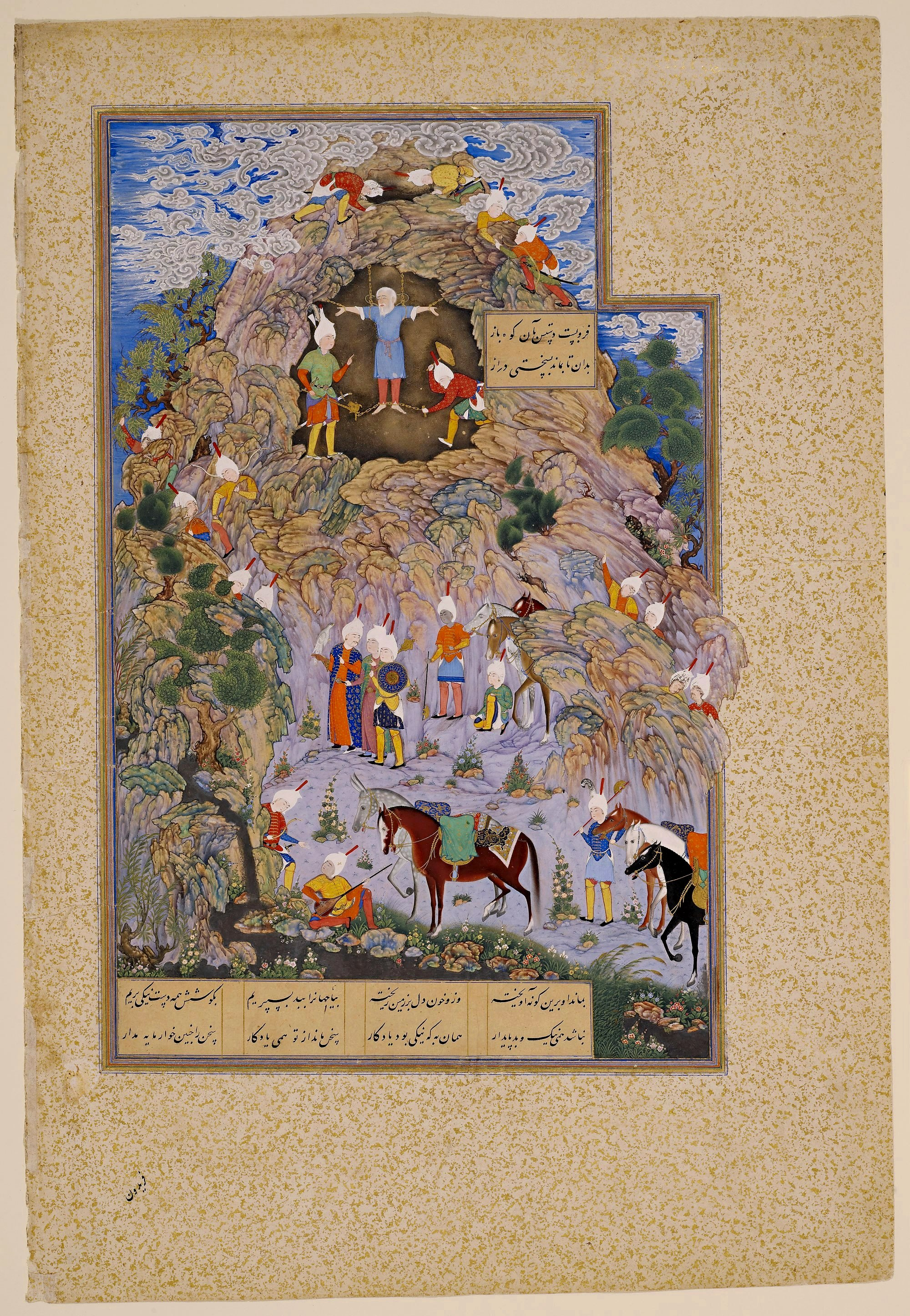
A Morte de Zahhak, por Sultão Maomé
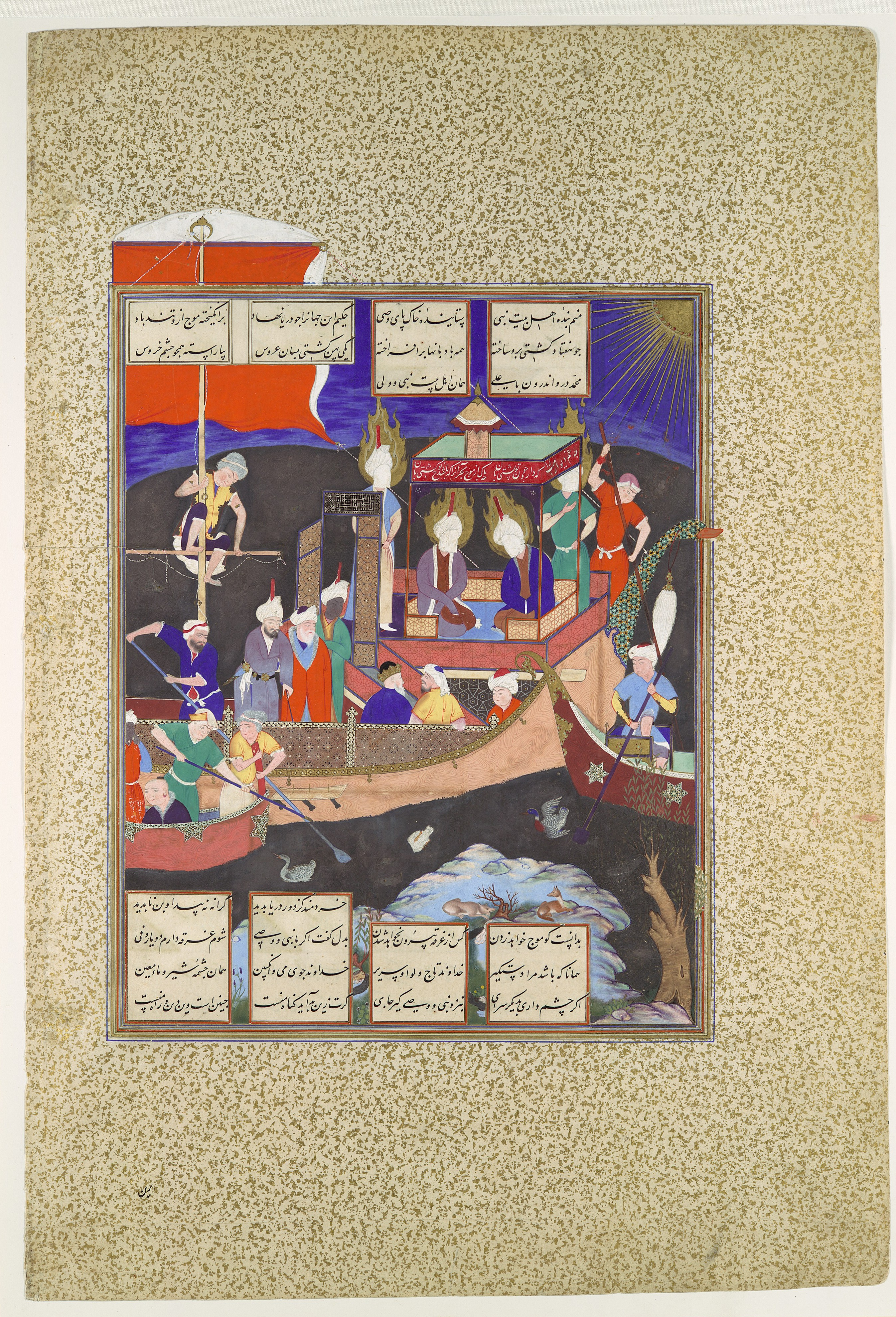
Parábola do "Navio do Destino"
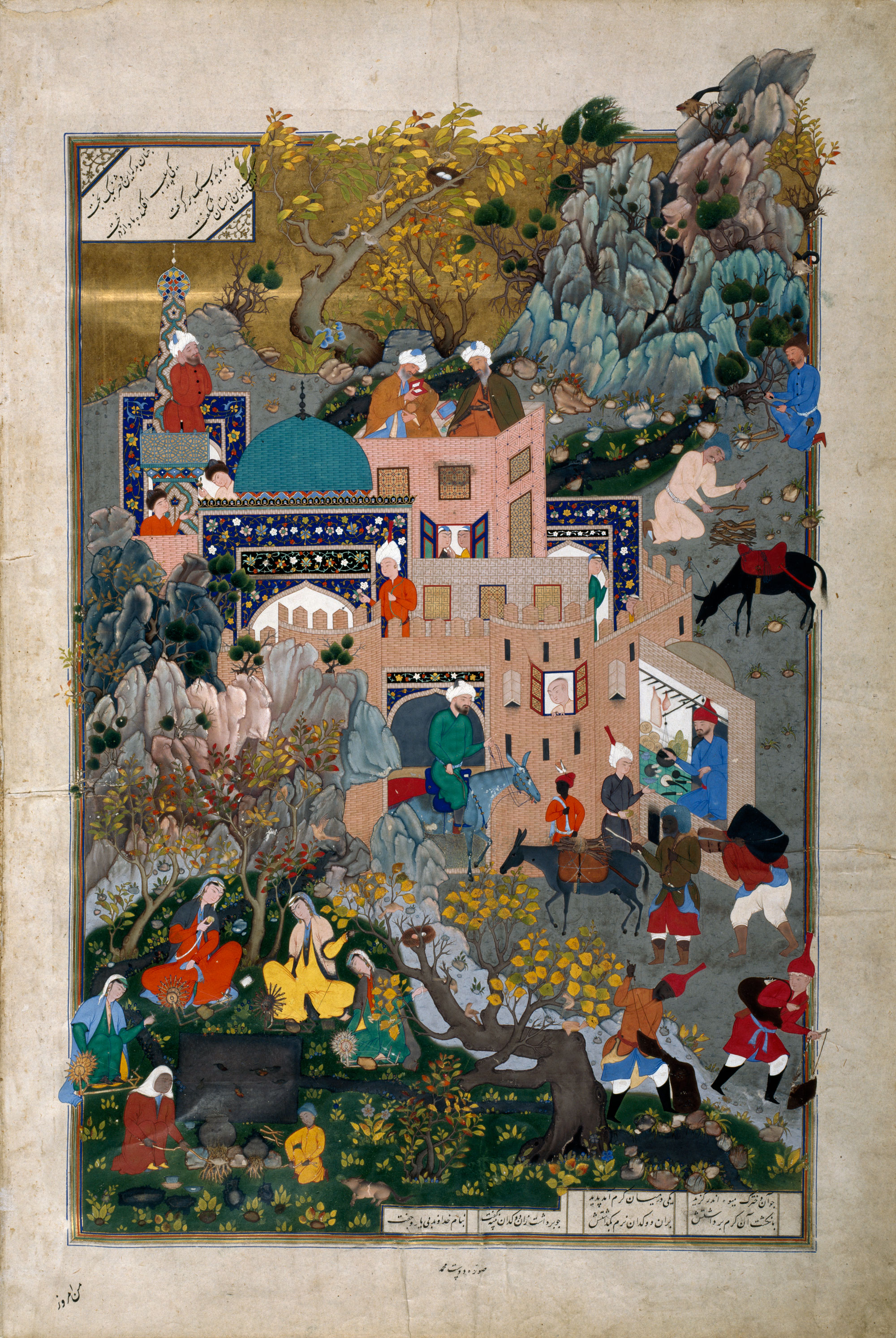
Duste Maomé , A História de Haftvad e da Minhoca
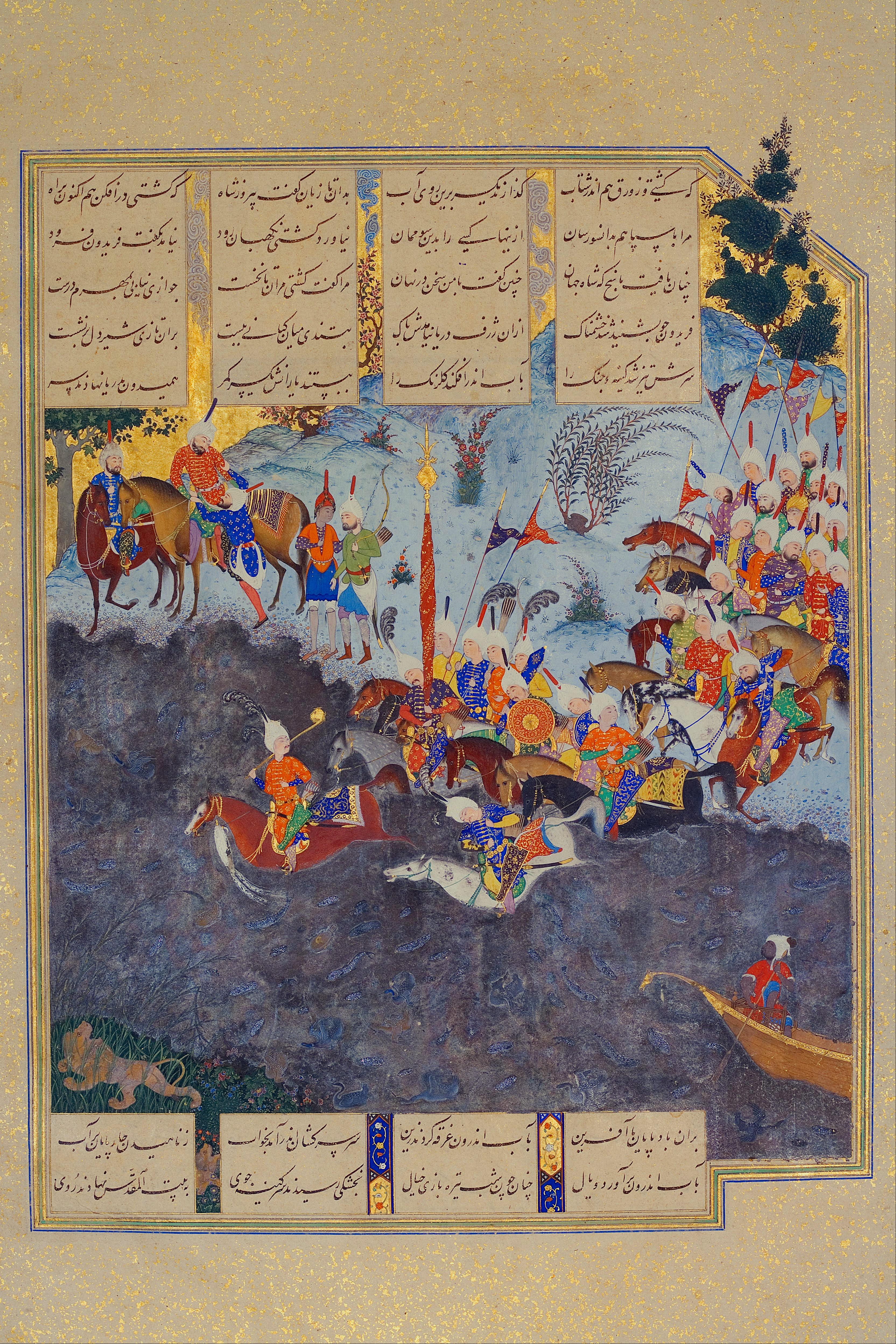
Exército a atravessar um rio
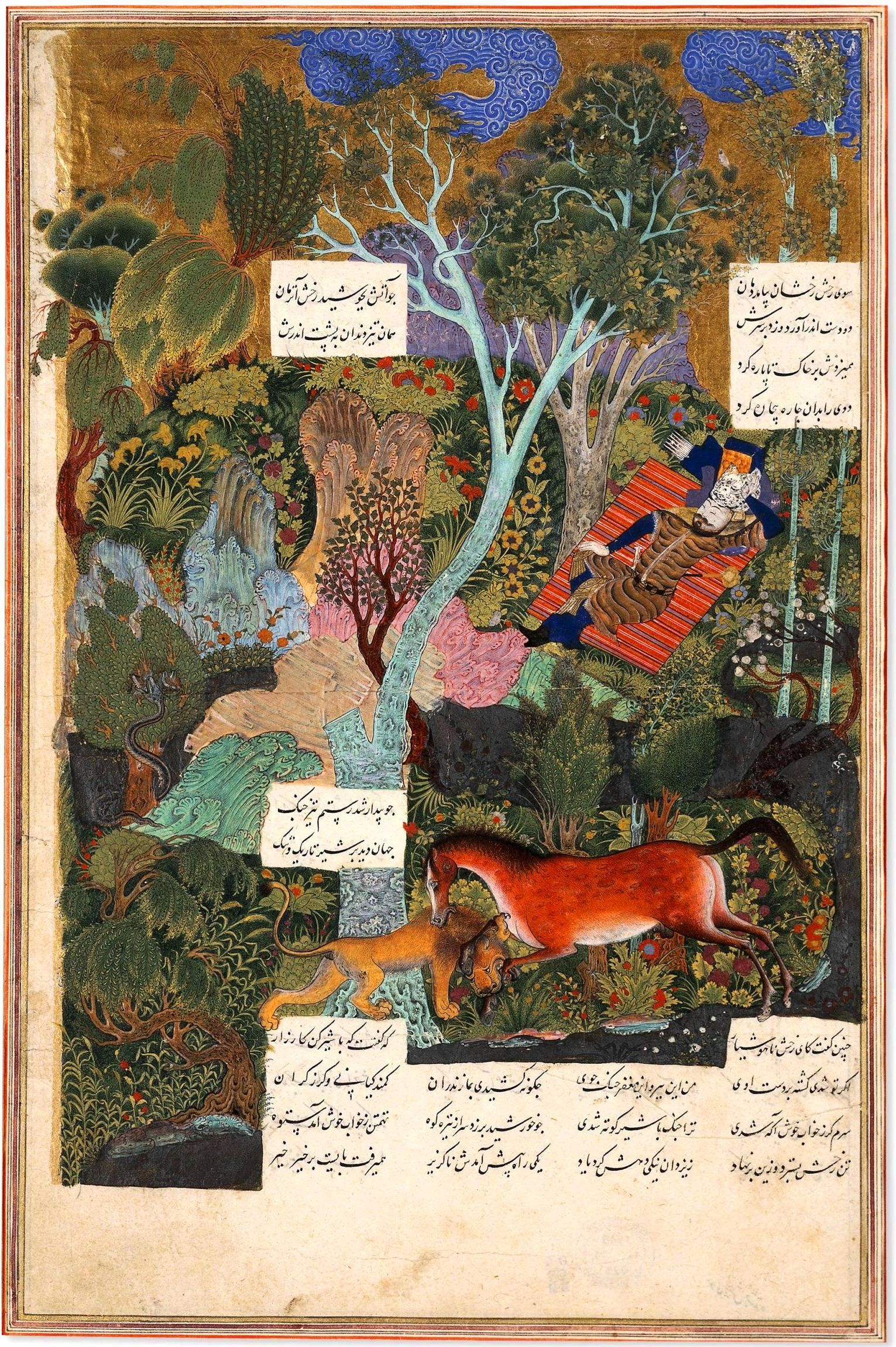
Rustam a dormir, enquanto o seu cavalo Rakhsh luta contra um leão